# Henk Gaasbeek
Hendrik Johan (Henk) Gaasbeek (Ede, 14 april 1914 – aldaar, 1 november 1985) was een Nederlandse verzetsstrijder in de Tweede Wereldoorlog. Hij was actief binnen het Edese verzet.

## Levensloop
Gaasbeek volgde de MULO. In 1929 vond hij werk als jongste bediende bij de Geldersche Crediet Verstrekking. Hij werkte tot zijn pensioen bij de bank en diens rechtsopvolgers, de Nederlandsche Handel-Maatschappij en de Algemene Bank Nederland.
Tijdens de Tweede Wereldoorlog sloot hij zich in zijn woonplaats Ede aan bij de verzetsgroep-De Vries die onder leiding stond van onderwijzer Evert Jan van Spankeren. Gaasbeek assisteerde in oktober 1944 bij Operatie Pegasus I, waarbij honderdveertig man, merendeels Britse militairen die na de Slag om Arnhem waren achtergebleven, dwars door Duitse linies heen werden gesmokkeld en over de Rijn gezet.
Gaasbeek was redactielid van de illegale krant De Eendracht, die van september 1944 tot mei 1945 verscheen. Verder was hij onderdeel van de berichtendienst van het Edese verzet. Via deze dienst wisselden de verschillende verzetsgroepen- en leden informatie uit die door koeriersters werd overgebracht. Daarnaast vervalste hij documenten.
Op 8 april 1945 bezocht Gaasbeek, die elders zat ondergedoken, zijn ouderlijk huis aan de Telefoonweg 66 in Ede. Hij deed een dutje in de schuur op het moment dat de SD'ers Abraham Kipp en Ries Jansen het huis bezochten. Gaasbeek ontsnapte naar de buren. Kipp en Jansen hadden Gaasbeeks naam achterhaald uit de verhoren van gepakte verzetsleden. Zij vonden Gaasbeek niet, maar namen in plaats daarvan zijn vader en de koerierster Miep Koffrie, die net langs kwam, mee. Beiden werden overgebracht naar De Wormshoef, het regionale hoofdkwartier van de SD in Lunteren, waar ze kort voor de bevrijding door de geallieerden op 17 april 1945 werden vrijgelaten.
Na de oorlog nam Gaasbeek namens de Binnenlandse Strijdkrachten deel aan de arrestatie van NSB'ers. Na de oorlog was Gaasbeek onder andere bestuurslid bij het Groene Kruis, Stichting 1940-1945 en het Voormalige Verzet Ede.

## Persoonlijk
Gaasbeek trouwde in 1946 met zijn buurmeisje Woutje Weijland (1925-2002). Zijn zoon Alfred Gaasbeek publiceerde in 2014 het boek 1944-1945 Oorlogsdagboek van verzetsstrijder Henk Gaasbeek en aanvullende documentatie.